# Lego Indiana Jones 2 : L'aventure continue
Lego Indiana Jones 2 : L'aventure continue est un jeu vidéo développé par Traveller's Tales et publié par LucasArts. Ce jeu est basé sur les quatre premiers films de la saga Indiana Jones.

## Trame
Ce jeu reprend la trame des films sous la licence Indiana Jones et garde les principes de l'histoire globale.
On retrouve par ailleurs le thème musical des films.

## Système de jeu
Le principe diffère par rapport aux jeux vidéo Lego Star Wars, le jeu vidéo et Lego Indiana Jones : La Trilogie originale, où il fallait terminer le niveau dans un premier temps en mode « Histoire », ce qui permet de débloquer ensuite le mode « Jeu Libre » qui fait qu'on peut recommencer le niveau avec les personnages de son choix.
Dans ce jeu, il existe plusieurs types de niveaux : 
- les niveaux de l'histoire reprenant le principe des niveaux des autres jeux Lego de Tt games, le trésor et les mini-kits en moins ;
- les niveaux trésor qui prennent la place du "jeu libre" des anciens épisodes à quelques différences près : le niveau doit être refait avec deux personnages spécifiques, d'après les décors ils se déroulent après le 1er passage des héros (contrairement aux anciens jeux qui faisait se dérouler le mode « jeu libre » au même moment), et il ne possède qu'un trésor.
- les niveaux bonus, cachés dans les « hubs » (endroit où sont regroupées les entrées de différents niveaux) et possédant chacun un trésor.

### Avancement
Le jeu est composé de boîtes de Lego qui permettent de choisir entre les différents films. Au début du jeu, seule la boîte Le Royaume du crâne de cristal, partie 1 est disponible. Les autres boîtes s'ouvrent en avançant dans le jeu.
Il y a en tout 8 boîtes :
- Les Aventuriers de l'Arche perdue (Ouvert à la fin du 1er niveau du Crâne de cristal, partie 1)
- Le Temple maudit (Ouvert à la fin de l'Arche perdue)
- La Dernière Croisade (Ouverte à la fin du Temple maudit)
- Le Royaume du crâne de cristal, partie 1 (Ouverte dès le début du jeu)
- Le Royaume du crâne de cristal, partie 2 (Ouverte à la fin du Crâne de cristal, partie 1)
- Le Royaume du crâne de cristal, partie 3 (Ouverte à la fin du Crâne de cristal, partie 2)
- Niveau super bonus (Ouverte une fois un niveau Super Bonus fini)
- Éditeurs (Ouverte à la fin du 1er niveau du Crâne de cristal, partie 1)

## Éditeurs
Il existe 3 éditeurs dans le jeu :
- Un éditeur de niveau qui permet de créer des niveaux utilisable dans l'éditeur d'aventure.
- Un éditeur d'aventure qui permet d'utiliser les niveaux réussis et les niveaux créés pour créer une suite de niveaux reliée par des cinématiques pré-construites paramétrables.
- Un éditeur de personnage qui permet de créer jusqu'à 18 personnages.

## Items du jeu
Les objets Lego
Certains peuvent être détruits à la main, d'autres devront être explosés au bazooka ou à la dynamite, et d'autres sont tout simplement indestructibles. Ils sont facilement repérables car ils se différencient du décor réaliste dans lequel se déplace le joueur. Ils laisseront échapper des pièces, des cœurs ou bien des pièces pour construire d'autres objets qui pourront se révéler essentiels à la progression.
L'argent
Des pièces Lego sont parsemées dans les niveaux et font office de monnaie pour acheter, entre autres, de nouveaux personnages. 
- Pièces grises = 10 crédits
- Pièces jaunes = 100 crédits
- Pièces bleues = 1000 crédits
- Pièces violettes = 10 000 crédits

Les cœurs
La jauge d'énergie se limite à 4 cœurs; on peut en récupérer en détruisant un objet ou en tuant un ennemi. Si jamais le joueur n'a plus de cœur il perd une partie de ses pièces (entre 1000 et 4000 s'il les a) qui partent tout autour de lui mais reste en jeu.
Les trésors
Il y en a dix dans chaque film, 5 dans le niveau "trésor" et 5 dans le niveau "bonus". Tous les retrouver permet de reconstituer un élément dans le décor (différent selon le film) qui permet d'atteindre un niveau "super bonus".